# Église Sainte-Épiphanie-du-Seigneur de Nianing
L'église Sainte-Épiphanie-du-Seigneur est un édifice religieux catholique situé à Nianing, à 80 km au sud de Dakar.

## Histoire
La commune de Nianing, dans le département de Mbour, ne disposait jusqu'alors que d’une chapelle des Frères du Sacré-Cœur pour prier. C'est Patrick Thélot, en partenariat avec l’association " Enfance et nature " et d’autres partenaires, qui a financé la construction de l’église.
La bénédiction et la pose de la première pierre de l'édifice a lieu le 11 décembre 2014, par le Cardinal Théodore Adrien Sarr, archevêque de Dakar,.
L'inauguration a lieu le 4 février 2018.

## Localisation
Située sur la  « Petite-Côte » du Sénégal également appelée la « côte de coquillages » qui commence à Rufisque et se termine à Joal-Fadiouth, l'environnement de Nianing a comme particularité l'omniprésence des coquillages qui recouvrent les plages en abondance. Ces coquillages cassés ont un calibre différent sur chaque plage. À Joal-Fadiouth par exemple, le cimetière est entièrement couvert de coquillages.

## Architecture

### Orientation
L’église de Nianing, créée par l'architecte Nicolas Vernoux-Thélot, est un modèle de bâtiment conçu pour s’adapter aux climats chauds et fonctionner grâce à une climatisation naturelle inspirée des termitières. Avec son architecture en forme de coquillage et sa couleur ocre, elle est un exemple de la manière dont l’architecture permet de s’adapter aux climats chauds.
Traditionnellement le plan d’une église s’oriente vers l’est. Le lever du soleil et l’émergence de la lumière symbolisant la vie et la naissance du Christ.
Le village de Nianing possède une température moyenne de 26.3 °C avec un climat chaud et sec tout au long de l’année. 
D’avril à novembre, la côte est balayée par un vent sec et chaud, l’harmattan, rempli de poussières du désert soufflant nord-est. Le reste du temps, et notamment la nuit, des alizés nord-ouest venus de l’océan rafraîchissent la température de l’air.
Afin de profiter de ces alizés et se protéger de l’harmattan, et donc de gérer au mieux, ces deux sources chaudes et froides, l'église de Nianing est orientée sud-est.

### Originalité de l'architecture
Cette réalisation fait la part belle aux matériaux locaux.
L'église de l’Épiphanie déroule sa spirale à degrés. L'ellipse du bâtiment réinterprète la forme du cymbium, ce coquillage en forme de spirale très répandu sur la Petite-Côte et le littoral sénégalais.
D’une superficie de 455 mètres carrés hors caniveau et dallages extérieurs, son volume de 800 places assises, se caractérise par une succession de six voûtes, prolongée par la hauteur du clocher. Celui-ci joue le rôle, à la fois de signal, et de cheminée de ventilation.
La première double voûte, surbaissée et biaise, a une largeur moyenne de 18,50 m pour une hauteur de 7,60 m. Elle est
constituée de 3 arches principales transversales en béton plus 4 arches croisées au centre de la voûte.
Les cinq voûtes suivantes sont successivement à berceau puis en ogive : leurs dimensions varient de 4 à 15 mètres de largeur et de 10 à 20 mètres de hauteur. La dernière voûte abrite le clocher qui est accessible par un escalier hélicoïdal et culmine à 45 mètres sous la croix métallique d’environ huit mètres.
L’intérieur laissé en béton brut de décoffrage se veut sobre et minimaliste.